# 紳士とワインを飲む女
『紳士とワインを飲む女』（しんしとワインをのむおんな、蘭: Het glas wijn、独: Herr und Dame beim Wein）は、オランダ黄金時代の画家ヨハネス・フェルメールが1658年から1660年ごろに描いた絵画。キャンバスに油彩で描かれた作品で、ベルリンの絵画館が所蔵している。
『紳士とワインを飲む女』は、様々な観点から1650年代にピーテル・デ・ホーホが発展させた、デルフト派の絵画様式で描かれた典型的な風俗画とされる。極めて明確に描かれた明るく広々とした室内で、座ってワイングラスを口に当てている女性と帽子とマントを着用して立っている男性が描かれている。この作品では人物が前景ではなく中景に配する構成となっている。
『紳士とワインを飲む女』はフェルメールが27歳くらいの時期の作品である。美術史家ワルター・リトケは「それまでの因習的な芸術的観点から、『紳士とワインを飲む女』のような完全な美しさを持ち、異常なまでに洗練された作品を評価することはできない。フェルメールが完璧な技量を身につけていたことを示す最初の作品の一つであろう」としている。

『オランダの中庭』（1657年頃）
ピーテル・デ・ホーホ
ナショナル・ギャラリー・オブ・アート（ワシントン D.C.）

テーブルの周りで人々が酒を酌み交わし、一人の女性がグラスからワインを飲んでいるという構成は、ピーテル・デ・ホーホが1657年ごろに描いた『オランダの中庭』を直接に連想させる。しかしながら『紳士とワインを飲む女』は、デ・ホーホの作品の単なる模倣にとどまってはいない。中庭から場所を移された屋内は、より優雅な筆致で描かれており、様々なモチーフの表現からデ・ホーホの作品に比べるとはるかに上流階級の暮らしぶりを思わせる。人物が身につけている衣服、テーブルクロスの織柄、壁にかけられた絵画の金箔で飾られた額縁、紋章があしらわれたステンドグラスなど、あらゆるものが、この作品に描かれているのが裕福な人々であることを表現している。

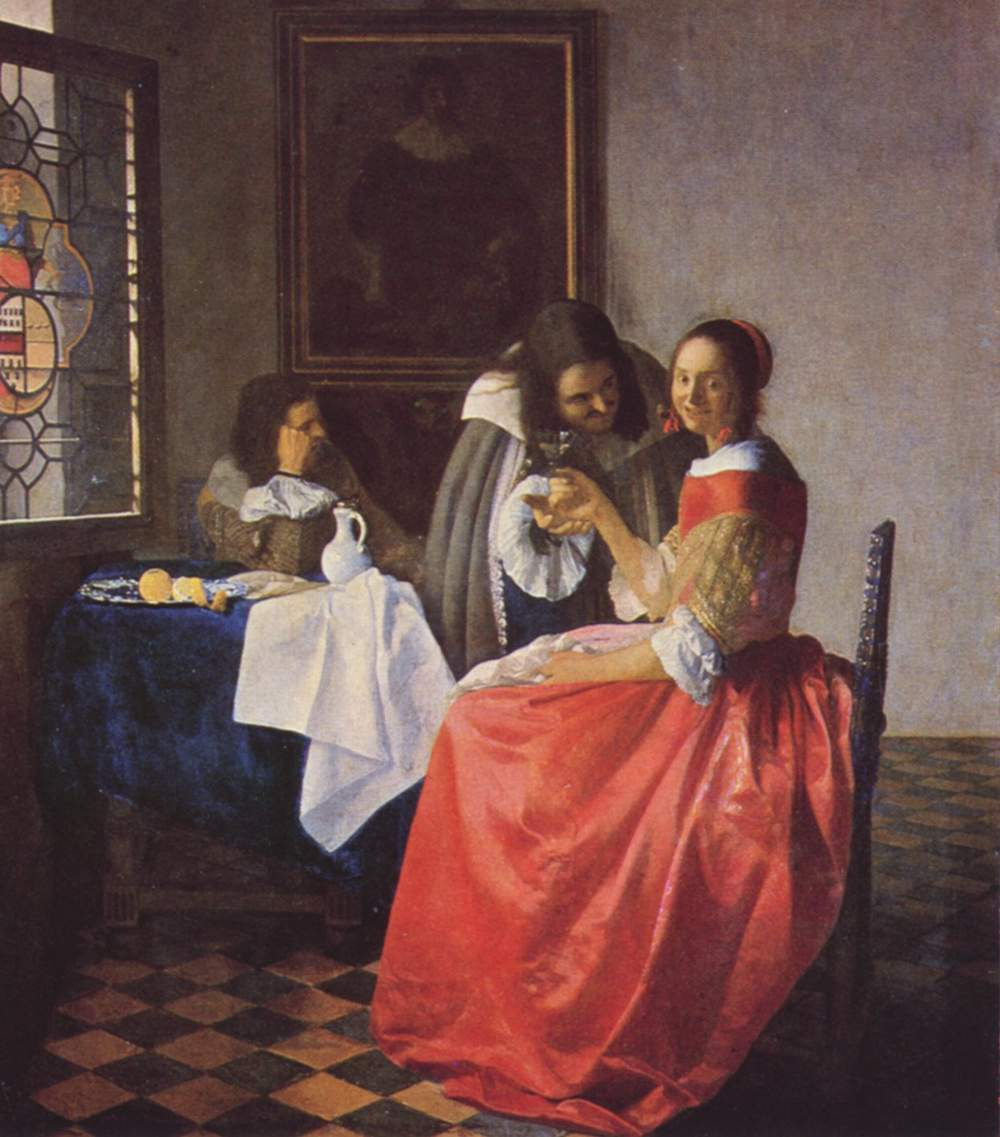
『ワイングラスを持つ娘』（1659年 - 1660年頃）
フェルメール
ヘルツォーク・アントン・ウルリッヒ美術館（ブラウンシュヴァイク）

フェルメールの初期の作品に比べると『紳士とワインを飲む女』は抑制された筆使いになっており、人物の表情、衣服の表現は、ゆとりのある滑らかな曲線で描かれている。ただし、テーブルクロスの織柄とステンドグラスのみ、精緻な詳細描写と直線的な筆使いで表現されている。当時のフェルメールはデ・ホーホの作風の改良にとどまらず、ヤン・ステーン、ヘラルト・テル・ボルフ、フランス・ファン・ミーリスといった画家たちの優れた技法も視野に入れていた。『ワイングラスを持つ娘』には、他のフェルメールの作品と共通したモチーフが描かれている。『ワイングラスを持つ娘』（1659年 - 1660年頃）には男性が二人描かれているが、ワイングラスを持つ椅子に座った女性、タイル張りの床、ステンドグラスなどは『紳士とワインを飲む女』にもほぼ同様の表現で描かれている。1657年の作品『眠る女』にも『紳士とワインを飲む女』と同じデキャンタが描かれている。
『紳士とワインを飲む女』は、前述のリトケのように絶賛している研究者もいるが、概して過渡期の作品であると見なされており、フェルメールの最高傑作の一つという評価は得ていない。美術史家ローレンス・ゴウィングは、ハブリエル・メツーの『デュエット』に見られる「打ち解けた流暢さに欠けており、阿るような作品」であると評価する。さらに、ゴウィングは当時のフェルメールの美術に対する理解度は、優れてはいたがまだまだ狭隘だったとしている。